# Javed Jaffrey
Javed Jaffrey (Mumbai, 4 dicembre 1963) è un attore indiano.
Si tratta di uno dei volti più famosi di Bollywood. Ha ricevuta una nomination ai Filmfare Awards per la migliore interpretazione in un ruolo comico per il film Salaam Namaste nel 2006.

## Filmografia parziale

### Cinema
- Meri Jung, regia di Subhash Ghai (1985)
- 7 Saal Baad, regia di S.U. Syed (1987)
- Sam & Me, regia di Deepa Mehta (1991)
- 100 Days, regia di Partho Ghosh (1991)
- Fire, regia di Deepa Mehta (1996)
- Earth, regia di Deepa Mehta (1998)
- Boom, regia di Kaizad Gustad (2003)
- Salaam Namaste, regia di Siddharth Anand (2005)
- Roadside Romeo, regia di Jugal Hansraj (2008)
- Kambakkht Ishq, regia di Sabir Khan (2009)
- 3 Idiots, regia di Rajkumar Hirani (2009)